# Inteligencia naturalista
La inteligencia naturalista corresponde a una de las inteligencias del modelo propuesto por Howard Gardner en la teoría de las inteligencias múltiples.

## Características
En psicología contemporánea, específicamente en referencia a modelos de inteligencia, la propuesta originalmente como la Teoría de las inteligencias múltiples, por Howard Gardner, comprendía 7 tipos diferentes; pero en 1995 el autor agregó la octava: inteligencia naturalista.
Es una capacidad asociada con la categorización. Su nombre se debe a que los primeros avances en la biología han sido los de la clasificación taxonómica.
Al principio, las capacidades propias de esta eran incluidas entre la inteligencia lógico-matemática y la inteligencia visual-espacial pero, tomando en cuenta diversos aspectos cognoscitivos como observación, selección, habilidades de ordenación y clasificación, reconocimiento de secuencias de desarrollo, así como la formulación de hipótesis, aplicados en forma práctica en el conocimiento del medio, Howard Gardner consideró que esta merecía reconocimiento como inteligencia independiente, ya que los subconjuntos de esta son diferentes al resto de inteligencias.
Se describe esencialmente como la capacidad de percibir las relaciones entre las especies y grupos de objetos y personas reconociendo las posibles diferencias o semejanzas entre ellos. Se especializa en identificar, discernir, observar y clasificar miembros de grupos o especies de la flora y fauna, siendo el campo de observación y uso eficiente del mundo natural.
Está presente en ambientólogos, biólogos, zoólogos, botánicos, paleontólogos, forestales, agrónomos y veterinarios.

## Críticas
El propio Howard Gardner se ha desdicho de su teoría de las inteligencias múltiples, pues resulta imposible esclarecer que las diversas capacidades que describe pertenecen todas a la misma categoría de "inteligencia". Además, hay correlaciones muy fuertes entre muchas de estas capacidades, por lo que no se pueden tener en cuenta como rasgos independientes de diversidad.